# Медведево (Рязанская область)
Медведево — деревня в Рыбновском районе Рязанской области, входит в состав Пощуповского сельского поселения.
Расположена близ берега реки Оки в 2 км на запад от центра поселения села Пощупово и в 20 км на северо-восток от райцентра Рыбное.
Село Медведево было вотчиной стольника Фёдора Григорьевича Ляпунова. Каменная Никольская церковь построена по благословительной грамоте Стефана Яворского, данной в 1700 году.
В XIX — начале XX века село входило в состав Волынской волости Рязанского уезда Рязанской губернии. В 1905 году в селе был 21 двор. Помещиками села были Карзинкины, которые вплоть до революции арендовали местные луга для охоты на бекасов и дупелей, а также выращивали в оранжереях ананасы и персики, которые поставляли в магазин Елесеева.
С 1929 года входило в состав Пощуповского сельсовета Рыбновского района Рязанского округа Московской области, с 1937 года — в составе Рязанской области, с 2005 года — в составе Пощуповского сельского поселения.
| 1859 | 1906 | 2010 |
| ---- | ---- | ---- |
| 149  | ↘128 | ↘29  |